# Producto de grafos
En el campo matemático de la teoría de grafos, el producto de grafos  corresponde a una familia de operaciones binarias entre grafos que toma dos grafos G1 y G2, y produce el grafo H con las siguientes propiedades:
- El conjunto de vértices de H es el producto cartesiano V(G1) × V(G2), donde V(G1) y V(G2) son los conjuntos de vértices de G1 y G2, respectivamente.
- Dos vértices (u1, u2) y (v1, v2) de H están conectados por una arista si y solo si los vértices u1, u2, v1, v2 satisfacen las condiciones para cada tipo de producto (ver más abajo).

## Producto cartesiano
El producto cartesiano de G1 {\displaystyle \square } G2 es un grafo en donde dos vértices (a,c) y (b,d) son adyacentes en G1 {\displaystyle \square } G2 si y solo si: 
- a = b y c  es adyacente con d   en G2, o
- c  = d  y a es adyacente con b en G1.

## Producto tensor
El producto tensor de G1 × G2 también llamado producto directo, producto cardinal, producto de Kronecker o conjunción es un grafo en donde dos vértices (a,c) y (b,d) son adyacentes en G1 × G2 si y solo si: 
- a  es adyacente con b , y
- c es adyacente con d.

Como operación entre grafos fue introducida por Alfred North Whitehead y Bertrand Russell en su libro Principia Mathematica publicado en 1912.